# Allophyes alfaroi
Allophyes alfaroi là một loài bướm đêm trong họ Noctuidae.